# Peberbusk
Peberbusk (Daphne mezereum) eller Pebertræ er en op til 1 meter høj busk, der i Danmark vokser forvildet på muldbund i skove. Da planten er langsomt voksende og har duftende, røde blomster i det tidligste forår, dyrkes den i mange haver. Hele planten er giftig, særligt de fristende, røde bær.

## Beskrivelse
Peberbusk er en lille, løvfældende busk med en stiv, opret vækst. Barken er først beige-grå og glat, men bliver senere rent grå og glat. Knopperne er spredte, udspærrede, brune og lidt "sjuskede". Bladene sidder som totter, der er endestillede på grenene. De er omvendt ægformede og smalle med hel rand. Oversiden er grågrøn, mens undersiden er lysere grøn.
Blomsterne springer ud i det tidlige forår (marts-april). De sidder i små bundter på 2-3. De enkelte blomster er 4-tallige (ligner syren-blomster) og rødviolette med fin, krydret duft. De højrøde, giftige frugter er meget synlige i vintertiden. De modner godt i Danmark, og frøene spirer villigt.
Rodnettet består af tykke hovedrødder der når langt ned og ud, og som er kraftigt forgrenede. Planten angribes ofte af en plantevirus, der følger med frøene. Køb derfor altid Peberbusk i efteråret, hvor de angrebne planter kan kendes på, at de er afløvede eller står med gulmarmorerede blade.
Højde x bredde og årlig tilvækst: 1 x 1,5 m (10 x 10 cm/år).

## Hjemsted
Peberbusken gror i det sydøstlige Europa. Peberbusk er sjælden som vildtvoksende i Danmark. Den findes dog enkelte steder, hvor der er humusrig og fugtig jord med højt kalkindhold, og hvor planten står i selskab med andre planter fra skovbryn og lysninger eller krat. Her findes den på kalkholdig bund i underskoven.
Nær toppen af Ruhberg i Franken, Tyskland, findes arten i en skov, der er domineret af ask (plantesamfundet Fraxino-Aceretum pseudoplatani), og som vokser på en kalkrig basaltbund. Her findes den sammen med bl.a. ahorn, aksrapunsel, alm. bingelurt, bøg, guldnælde, alm. guldstjerne, dunet gedeblad, fjeldribs, gul anemone, kranslilje, liljekonval, nældeklokke, pibekvalkved, skovmærke, sort druemunke, spidsløn, storbladet elm, storbladet lind, tandrod og vårfladbælg

## Anvendelse
Peberbusk er velegnet i stenbed, kalkbundsbed eller i en samling af tidligt blomstrende planter. Der må advares kraftigt imod at dyrke den på steder, hvor der færdes mange småbørn, da dens giftighed er voldsom.

## Sorter
- Daphne mezereum 'Alba' har flødehvide blomster.
- Daphne mezereum 'Rubra Select' har en meget tidlig blomstring og mørkrosa til mørkerøde blomster.

- Vækstform
- Blomster
- De giftige bær

| Portal | Portal:Botanik |